# Ron Husband
Vous pouvez aider à l'améliorer ou bien discuter des problèmes sur sa page de discussion.
- Il ne cite pas suffisamment ses sources. Vous pouvez indiquer les passages à sourcer avec {{référence nécessaire}} ou {{Référence souhaitée}}, et inclure les références utiles en les liant aux notes de bas de page. (Marqué depuis juillet 2021)
- Il ne s’appuie pas, ou pas assez, sur des sources secondaires ou tertiaires. (Marqué depuis juillet 2021)
- Son texte doit être wikifié : il ne correspond pas à la mise en forme Wikipédia (style, typographie, liens internes, liens entre les wikis, etc.). (Marqué depuis juillet 2021)

- Archive Wikiwix
- Bing
- Cairn
- DuckDuckGo
- E. Universalis
- Gallica
- Google
- G. Books
- G. News
- G. Scholar
- Persée
- Qwant
- (zh) Baidu
- (ru) Yandex
- (wd) trouver des œuvres sur Wikidata

Ron Husband, né en 1950 à Los Angeles, est un animateur américain spécialisé dans les personnages des studios Disney.

## Biographie
Ron Husband a rejoint les studios Disney en 1975 en tant qu'assistant de Frank Thomas et Ollie Johnston sur le film Les Aventures de Bernard et Bianca, mais sa carrière a failli être interrompue par une tumeur au cerveau. Pendant la production de Rox et Rouky, Frank et Ollie ont pris leur retraite en 1978 et il a été transféré au nouvel animateur Randy Cartwright. 
Ses missions les plus importantes à Disney étaient co-animateur avec Russ Edmonds dans Bernard et Bianca au pays des kangourous, animant Gaston avec Andreas Deja dans La Belle et la Bête et Pumbaa avec Tony Bancroft et David Pruiksma dans Le Roi Lion, et en tant qu'animateur superviseur de Djali dans Le Bossu de Notre Dame, et le docteur Joshua Strongbear Sweet dans Atlantide, l'empire perdu.
il a travaillé au sein du Groupe d'édition, en tant qu'illustrateur jusqu'à sa retraite en 2015.

## Filmographie
- 1977 : Les Aventures de Bernard et Bianca
- 1981 : Rox et Rouky
- 1985 : Taram et le Chaudron magique
- 1986 : Basil, détective privé
- 1988 : Oliver et Compagnie
- 1989 : La Petite Sirène
- 1990 : Bernard et Bianca au pays des kangourous
- 1991 : La Belle et la Bête
- 1992 : Aladdin
- 1994 : Le Roi Lion
- 1995 : Pocahontas : Une légende indienne
- 1996 : Le Bossu de Notre-Dame
- 1997 : Hercule
- 1999 : Fantasia 2000
- 2001 : Atlantide, l'empire perdu
- 2002 : La planète au trésor
- 2003 : Les Looney Tunes passent à l'action
- 2004 : Mickey, Donald, Dingo : Les Trois Mousquetaires
- 2005 : Winnie l'ourson et l'Éfélant
- 2006 : Bambi 2
- 2008 : Le Secret de la Petite Sirène